# Ruská Nová Ves
Ruská Nová Ves es un municipio del distrito de Prešov en la región de Prešov, Eslovaquia, con una población estimada a final del año 2024 de 1398 habitantes.
Se encuentra ubicado en el centro-sur de la región, en el valle del río Torysa (cuenca hidrográfica del río Tisza) y cerca de la frontera con la región de Košice.

## Demografía
| Año        | 1994 | 2004     | 2014     | 2024     |
| ---------- | ---- | -------- | -------- | -------- |
| Población  | 851  | 993      | 1175     | 1398     |
| Diferencia |      | +16,68 % | +18,32 % | +18,97 % |

| Año        | 2023 | 2024    |
| ---------- | ---- | ------- |
| Población  | 1390 | 1398    |
| Diferencia |      | +0,57 % |